# 86 Dywizja Piechoty (III Rzesza)
86 Dywizja Piechoty (niem. 86. Infanterie-Division) – niemiecka dywizja z czasów II wojny światowej, sformowana na mocy rozkazu z 26 sierpnia 1939, w 2. fali mobilizacyjnej w  Bielefeld w VI Okręgu Wojskowym.

## Struktura organizacyjna
- Struktura organizacyjna w sierpniu 1939:

167., 184. i 216. pułk piechoty, 186. pułk artylerii, 186. batalion pionierów, 186. oddział rozpoznawczy, 186. oddział przeciwpancerny, 186. oddział łączności, 186. polowy batalion zapasowy;
- Struktura organizacyjna w czerwcu 1943:

167., 184., 216. pułk grenadierów, 186. pułk artylerii, 186. batalion pionierów, 86. dywizyjny batalion fizylierów, 186. oddział przeciwpancerny, 186. oddział łączności, 186. polowy batalion zapasowy;

## Dowódcy dywizji
- Generalleutnant Joachim Witthöft 26 VIII 1939 – 1 I 1942;
- Generalleutnant Helmuth Weidling 1 I 1942 – 15 X 1943;